# Michał Zacharias
Michał Jerzy Zacharias (ur. 23 lipca 1946 r. w Warszawie) – polski historyk, prof. zw. dr hab., pracownik UKW w Bydgoszczy.

## Życiorys
Michał J. Zacharias ukończył Liceum Ogólnokształcące nr 7 im. Juliusza Słowackiego w Warszawie w 1965 r. W latach 1965–1970 studiował na Wydziale Historycznym UW. W 1970 r. pod kierunkiem prof. Andrzeja Zahorskiego napisał pracę magisterską poświęconą myśli politycznej biskupa inflanckiego, Józefa Kazimierza Kossakowskiego (1738-1794). W latach 1971–1974 był doktorantem w Instytucie Historii PAN. Pod kierunkiem prof. Tadeusza Jędruszczaka w styczniu 1975 r. obronił pracę doktorską pt. Polska wobec zmian w układzie sił politycznych w Europie w latach 1932-1936, wyd. Ossolineum, Wrocław 1981. W latach 1974–1990 pracował w Instytucie Krajów Socjalistycznych PAN, gdzie – paradoksalnie! – przez długi czas zajmował się historią… Wielkiej Brytanii. Taka sytuacja w dużym stopniu była możliwa dzięki postawie kolejnych dyrektorów IKS PAN – najwybitniejszego wówczas znawcy dziejów Rosji w Polsce, prof. Ludwika Bazylowa oraz doc. Wiesława Balceraka. Tam, gdzie było to możliwe, minimalizowali oni ideologiczny i akcentowali naukowy charakter Instytutu. Pokłosiem wspomnianych zainteresowań stała się praca habilitacyjna poświęcona polityce Zjednoczonego Królestwa wobec Jugosławii w czasie drugiej wojny światowej, przyjęta i obroniona w IH PAN we wrześniu 1983 (publikacja – wyd. Ossolineum, Wrocław 1985).
Nie rezygnując z dotychczasowych zainteresowań, M. J. Zacharias w następnych latach zajął się również zagadnieniami dotyczącymi problematyki ustrojowej powojennej, komunistycznej Jugosławii – w aspekcie politycznym, narodowościowym, gospodarczym i kulturowym. Badania te kontynuował w latach następnych, już jako pracownik Instytutu Historii PAN w latach 1990-2007. Zostały one zwieńczone bardzo obszerną, prawie 700-stronicową pracą pt. Komunizm, federacja, nacjonalizmy. System władzy w Jugosławii 1943-1991. Powstanie, przekształcenia, rozkład, wyd. Neriton, Instytut Historii PAN, Warszawa 2004.
Od schyłku 1999 r. Michał J. Zacharias jest związany z Wyższą Szkołą Pedagogiczną, Akademią i obecnie – Uniwersytetem Kazimierza Wielkiego w Bydgoszczy. Pełni w nim funkcję kierownika Zakładu Stosunków Międzynarodowych. W styczniu 2011 r. otrzymał tytuł profesora z rąk prezydenta RP Bronisława Komorowskiego. W ostatnich latach zainteresował się lewicową myślą polityczną XIX i XX w. W 2015 r. opublikował pracę poświęconą myśli politycznej Milovana Đilasa. Obecnie prowadzi badania nad myślą polityczną i społeczną Jana Wacława Machajskiego (1866-1926).
M. J. Zacharias uczestniczył w wielu sesjach naukowych – krajowych i zagranicznych. Był także wieloletnim członkiem Redakcji i Komitetów Redakcyjnych „Dziejów Najnowszych”, „Studiów z Dziejów Rosji i Europy Środkowo-Wschodniej” oraz „Świata Idei i Polityki”.

## Staże zagraniczne
1976 – Dijon, Université de Dijon (obecnie Université de Bourgogne)
1977 – Belgrad, Institut za savremenu istoriju
1979, 1984, 1991 – Paryż, École des hautes études en sciences sociales
1992 – Budapeszt, Magyar Tudamányos Akadémia
1994 – Londyn, British Academy; Bratysława, Slovenská akadémia vied
1996, 1998, 2000, 2001 – Zagrzeb, Hrvatska akademija znanosti i umjetnosti
2010, 2012 – Londyn, pobyty naukowe finansowane przez UKW w Bydgoszczy

## Wybrane publikacje
- Polska wobec zmian w układzie sił politycznych w Europie w latach 1932-1936 (1981)
- Jugosławia w polityce Wielkiej Brytanii 1940-1945 (1985)
- Polityka zagraniczna II Rzeczypospolitej 1918-1939 (wraz z Markiem Kazimierzem Kamińskim, 1987)
- W cieniu zagrożenia: polityka zagraniczna RP 1918-1939 (wraz z Markiem Kazimierzem Kamińskim, 1993)
- Polska – Związek Sowiecki: stosunki polityczne 1925-1939 (wraz ze Stanisławem Gregorowiczem, 1995)
- Polityka zagraniczna Rzeczypospolitej Polskiej: 1918-1939 (wraz z Markiem Kazimierzem Kamińskim, 1998)
- Komunizm, federacja, nacjonalizmy. System władzy w Jugosławii 1943-1991: powstanie, przekształcenia, rozkład (2004)
- Idee, utopie, rzeczywistość. Myśl polityczna Milovana Đilasa (1911-1995) (2015)

## Nagrody i wyróżnienia
- Nagroda indywidualna II stopnia Rektora UKW, 01.10.2005 r.
- Nagroda Główna im. Wacława Felczaka i Henryka Wereszyckiego za pracę Komunizm, federacja, nacjonalizmy. System władzy w Jugosławii 1943-1991. Powstanie, przekształcenia, rozkład, Warszawa 2004, przyznana przez PTH Oddział w Krakowie oraz Wydział Historyczny UJ, 13.12.2006 r.
- Nagroda indywidualna I stopnia Rektora UKW za wybitne osiągnięcia naukowe w 2010 r., 25.01.2011 r.
- Nagroda Prezydenta Bydgoszczy za całokształt dorobku i wkładu w rozwój nauki miasta, 11.12.2014 r.
- Nominacja w konkursie „Gaudeamus – nagroda SWSW”, Kraków, za publikację pt. Idee, utopie, rzeczywistość. Myśl polityczna Milovana Đilasa (1911-1995), Bydgoszcz, 2015, 22.10.2015 r.